# Amastra porcus
Amastra porcus е изчезнал вид коремоного от семейство Amastridae.

## Разпространение
Този охлюв е бил ендемичен за Хаваите.